# Adonay Martínez
Adonay Martínez (San Salvador, 3 ottobre 1975) è un ex calciatore salvadoregno, di ruolo centrocampista.

## Carriera

### Nazionale
Ha debuttato in Nazionale il 19 marzo 1999, in Guatemala-El Salvador (1-1). Ha partecipato, con la Nazionale, alla CONCACAF Gold Cup 2002. Ha collezionato in totale, con la maglia della Nazionale, 21 presenze.

## Palmarès

### Club

#### Competizioni nazionali
- Campionato salvadoregno di calcio: 3

Alianza: 1996-1997, 1998-1999, 2001-2002